# Stanislas Oliveira
Stanislas Sarmento Oliveira est un footballeur franco-portugais né le 27 mars 1988 à Mont-Saint-Aignan. Il évolue au poste de milieu défensif.

## Biographie

### Parcours en club
Arrivé au CS Sedan Ardennes en 2005 en provenance du FC Rouen, il évolue avec l'équipe réserve pendant trois saisons. Le 30 mars 2008, il dispute son premier match professionnel en étant titulaire lors de la rencontre de Ligue 2 opposant son club à La Berrichonne de Châteauroux. Dans la foulée, en avril 2008, il signe son premier contrat professionnel avec Sedan. 
Rentré à la 79e minute en remplacement d'Alexis Allart lors du match de Ligue 2 contre le FC Nantes, il inscrit son premier but professionnel 3 minutes après sa rentrée, le 1er décembre 2009.
En janvier 2012, il est libéré de ses six derniers mois de contrat et part s'engager en faveur de l'US Boulogne Côte d'Opale pour deux ans et demi.
En novembre 2015, il s'engage en faveur de l' US Quevilly-Rouen Métropole qui évolue en CFA.

### Parcours en sélection
En janvier 2009, il est convoqué par Erick Mombaerts, sélectionneur de l'Équipe de France espoirs de football pour un stage de détection à Clairefontaine, et joue lors d'une opposition face à la réserve du Paris Saint-Germain (2-2).
C'est pourtant chez les espoirs portugais qu'il est appelé pour le Tournoi de Toulon. Il y répond favorablement et joue son premier match contre l'équipe espoirs du Qatar, match dans lequel il inscrira son premier but pour une victoire finale de 6 à 0, qui ne changera rien à l'élimination du Portugal dans ce tournoi.
Après ce match, il confirme sa décision de porter les couleurs du Portugal.

## Statistiques
| Saison                | Club                  | Championnat           | Championnat | Championnat | Coupe nationale | Coupe nationale | Coupe de la Ligue | Coupe de la Ligue | Total | Total |
| Saison                | Club                  | Division              | M.          | B.          | M.              | B.              | M.                | B.                | M.    | B.    |
| 2007-2008             | CS Sedan Ardennes     | Ligue 2               | 6           | 0           | -               | -               | -                 | -                 | 6     | 0     |
| 2008-2009             | CS Sedan Ardennes     | Ligue 2               | 24          | 0           | 5               | 0               | -                 | -                 | 29    | 0     |
| 2009-2010             | CS Sedan Ardennes     | Ligue 2               | 28          | 2           | 3               | 0               | 4                 | 0                 | 35    | 2     |
| 2010-2011             | CS Sedan Ardennes     | Ligue 2               | 32          | 3           | 4               | 0               | 1                 | 0                 | 37    | 3     |
| 2011-2012             | CS Sedan Ardennes     | Ligue 2               | 16          | 0           | 2               | 0               | 3                 | 0                 | 21    | 0     |
| Sous-total            | Sous-total            | Sous-total            | 106         | 5           | 14              | 0               | 8                 | 0                 | 128   | 5     |
| 2011-2012             | US Boulogne           | Ligue 2               | 16          | 1           | -               | -               | -                 | -                 | 16    | 1     |
| 2012-2013             | US Boulogne           | National              | 20          | 0           | 3               | 0               | 1                 | 0                 | 24    | 0     |
| Sous-total            | Sous-total            | Sous-total            | 36          | 1           | 3               | 0               | 1                 | 0                 | 40    | 1     |
| 2013-2014             | RC Strasbourg         | National              | 20          | 0           | -               | -               | -                 | -                 | 20    | 0     |
| 2014-2015             | RC Strasbourg         | National              | 6           | 0           | -               | -               | -                 | -                 | 6     | 0     |
| Sous-total            | Sous-total            | Sous-total            | 26          | 0           | -               | -               | -                 | -                 | 26    | 0     |
| 2015-2016             | US Quevilly-Rouen     | CFA                   | 16          | 0           | 1               | 0               | -                 | -                 | 17    | 0     |
| 2016-2017             | US Quevilly-Rouen     | National              | 31          | 1           | 4               | 1               | -                 | -                 | 35    | 2     |
| 2017-2018             | US Quevilly-Rouen     | Ligue 2               | 15          | 0           | -               | -               | -                 | -                 | 15    | 0     |
| Sous-total            | Sous-total            | Sous-total            | 62          | 1           | 5               | 1               | -                 | -                 | 67    | 2     |
| Total sur la carrière | Total sur la carrière | Total sur la carrière | 162         | 6           | 17              | 0               | 9                 | 0                 | 188   | 6     |